# Још једна тура
Још једна тура (дан. Druk) је драмедија из 2020. године, режисера Томаса Винтерберга, који је заједно са Тобијасом Линдхолмом написао и сценарио. Филм је рађен у међународној ко-продукцији између Данске, Холандије и Шведске, а главне улоге тумаче Мадс Микелсен, Томас Бо Ларсен, Магнус Миланг и Ларс Ранте.
Филм је премијерно приказан 12. септембра 2020. године на Филмском фестивалу у Торонту, а у Данској 24. септембра исте године. Филм је освојио Оскара за најбољи међународни филм, а био је номинован и за најбољег режисера. Био је номинован за Златни глобус за најбољи филм на страном језику, као и четири награде БАФТА, освојивши ону за најбољи филм на страном језику.

## Радња
Четворица професора: Мартин, Томи, Петер и Николај, раде у једној гимназији у Копенхагену. Они се боре са немотивисаним ученицима и својим досадним животима. На прослави Николајевог 40. рођендана, расправљају о теорији норвешког психијатра Фина Скордеруда да количина од 0,5 промила алкохола у крви поспешује креативност и смањује ниво стреса. Група теорију одбацује као слабо вероватну, али Мартин, очајан због ситуације на послу и код куће, одлучује да је испроба. Остатак групе временом одлучује да се придружи Мартину, са циљем да теорију докажу или оповргну. Постављају основна правила: ниво алкохола у крви мора бити изнад 0,5 промила и не пије се након 20 часова.
Убрзо, приватни и пословни живот четворице мушкараца се побољшава. Мартин успева поново да се повеже са женом и децом. Настављајући са експериментом, они границу постављају на једном промилу алкохола у крви. Задовољни резултатима, почињу да се опијају. Након једне пијанке, Мартин и Николај бивају прекорени од стране породице. Мартинова породица изражава забринутост да се он налази на путу ка алкохолизму, откривајући да су приметили како је пијан недељама уназад. У жустрој расправи, Мартину жена признаје неверност, након чега је он напушта. Четворка прекида експеримент из страха од алкохолизма.
Месецима касније, група избегава конзумацију алкохолних пића, изузев Томија, који је постао алкохоличар. Пар дана након што је пијан дошао на професорски састанак, Томи укрцава себе и свог пса на брод, где након испловљавања умире. Након погреба, преостала тројица одлазе на вечеру и са оклевањем наручују пиће. Током јела, Мартин добија поруку од жене да је спремна њиховом браку дати још једну прилику. Мартин, Николај и Петер се придружују матурантима који на доку славе завршетак школовања. Мартин, бивши џез-балетан, понесен атмосфером и пићем, почиње да плеше (иако је кроз филм то одбијао када су га колеге наговарале). Његов плес постаје енергичан и весео. Мартин се на крају кореографије баца са дока у воду, а радња филма прекида се замрзнутом сликом.

## Улоге
| Глумац          | Улога    |
| --------------- | -------- |
| Мадс Микелсен   | Мартин   |
| Томас Бо Ларсен | Томи     |
| Ларс Ранте      | Петер    |
| Магнус Миланг   | Николај  |
| Марија Боневи   | Аника    |
| Сусе Волд       | Ректорка |